# Акиняев, Егор Григорьевич
Его́р Григо́рьевич Акиня́ев (20 января [2 февраля] 1916 — 2 июня 1959) — советский офицер-танкист, участник Великой Отечественной войны, в годы войны — командир танковой роты, 3-го танкового батальона, 45-й гвардейской танковой бригады (11-го гвардейского танкового корпуса, 1-й гвардейской танковой армии, 1-го Белорусского фронта), Герой Советского Союза , гвардии капитан.

## Биография
Родился 2 февраля 1916 года в селе Стрельниково (ныне в Атюрьевском районе Мордовии).
Призван на службу в РККА с 1937 года. Прошёл подготовку на Пятигорских курсах младших политруков.
С июня 1941 года на фронтах Великой Отечественной войны. В 1943 году окончил курсы командиров танковых рот.
20 апреля 1945 года танковая рота под командованием гвардии старшего лейтенанта Акиняева прорвав оборону немцев у г. Мюнхеберг (Германия), нанеся врагу большой урон, выбила противника с занимаемых позиций. 22 апреля 1945 г., зайдя противнику во фланг и атаковав его, способствовала форсированию реки Шпрее нашим частями. В ходе боя Акиняев был ранен, но не покинул поля боя.
Указом Президиума Верховного Совета СССР от 31 мая 1945 года Акиняеву Егору Григорьевичу присвоено звание Героя Советского Союза с вручением ордена Ленина и медали «Золотая Звезда».
С 1947 года гвардии капитан Акиняев — в запасе. До 1959 года работал председателем Атюрьевского райпотребсоюза. Умер 2 июня 1959 года, похоронен в селе Атюрьево — административном центре Атюрьевского района.

## Награды
- Медаль «Золотая Звезда» Героя Советского Союза
- Орден Ленина
- Орден Александра Невского
- Орден Красной Звезды
- Медаль «За победу над Германией в Великой Отечественной войне 1941-1945 гг.»
- Медаль «За взятие Берлина»

## Память
- На доме, где родился Акиняев, установлена мемориальная доска.
- Имя Героя носят улицы:
  - в родном селе Стрельниково;
  - в селе Атюрьево;
  - в пгт Торбеево.